# 해남 대흥사 용화당
해남 대흥사 용화당(海南 大興寺 龍華堂)은 대한민국 전라남도 해남군 삼산면 구림리, 대흥사에 있는 건축물이다. 1982년 10월 15일 전라남도의 유형문화재 제93호로 지정되었다.

## 개요
두륜산 중턱에 자리잡은 대흥사는 신라 진흥왕 5년(544)에 아도화상이 지었다고 전하는 유서깊은 사찰이다. 용화당은 불경을 배우는 학승들이 거거하는 선방 겸 강당 건물로 조선 순조 13년(1813)에 고쳐 지었다고 한다.
용화당은 천불전 서쪽에 위치하고 있으며, 앞면 8칸·옆면 3칸의 규모이다. 오른쪽은 지붕 옆면이 사람 인(人)자 모양인 단순한 맞배지붕이고, 왼쪽은 여덟 팔(八)자 모양의 화려한 팔작지붕으로 지었다. 온돌방 3개와 부엌, 큰 선방과 작은 방 2개가 차례로 배치되어 있다.
선방의 앞뒤로는 큰 퇴와 툇마루를 두었고, 부엌쪽에는 꽤 넓은 다락방이 있어 부엌 한쪽에서 오르내리도록 계단을 놓았다. 지붕 처마를 받치면서 장식을 겸하는 공포는 기둥 위에만 있는 주심포양식인데, 일부 기둥 위에 연꽃을 조각한 퇴화된 모습을 보이고 있다.

## 참고 문헌
- 대흥사용화당 - 국가유산청 국가유산포털